# Psamatodes cyclata
Psamatodes cyclata är en fjärilsart som beskrevs av Walker 1861. Psamatodes cyclata ingår i släktet Psamatodes och familjen mätare. Inga underarter finns listade i Catalogue of Life.